# Vyzjnytsja
Vyzjnytsja  (ukrainsk udtale: ['vɪʒnɪts(j)ə]; ukrainsk: Ви́жниця ukrainsk udtale: [ˈwɪʒnɪtsʲɐ]; tysk: Wischnitz; polsk: Wyżnica; rumænsk: Vijnița; russisk: Вижница; jiddisch: וויזשניץ) er en by beliggende i den historiske region Bukovina, ved floden Tjeremosj i Tjernivtsi oblast i det vestlige Ukraine. Det er administrativt centrum i Vyzjnytsja rajon. Vyzjnytsja er vært for administrationen af Vyzjnytsja urban hromada, en af Ukraines hromadaer.
Byen har 3.803 (2022) indbyggere.

## Historie
Byen blev sandsynligvis nævnt allerede i 1158, men den første entydige omtale stammer fra 1501 i en moldavisk krønike. Fra 1514 til 1574 var stedet besat af tyrkerne, hvorefter det tilhørte Fyrstendømmet Moldova indtil 1774. Fra 1774 til 1918 var han en del af det østrigske kejserrige (fra 1849 en del af krongodset Bukovina).

## Galleri
- Sankt Mikael's kirke
- Sankt Peter og Paul katolsk kirke
- Sankt Demetrius kirke
- Den Hellige Trenigheds kirke
- Rådhus
- Den gamle bydel
- Børnekulturhus
- Vyzjnytsja biograf